# Carl Ernst Bock

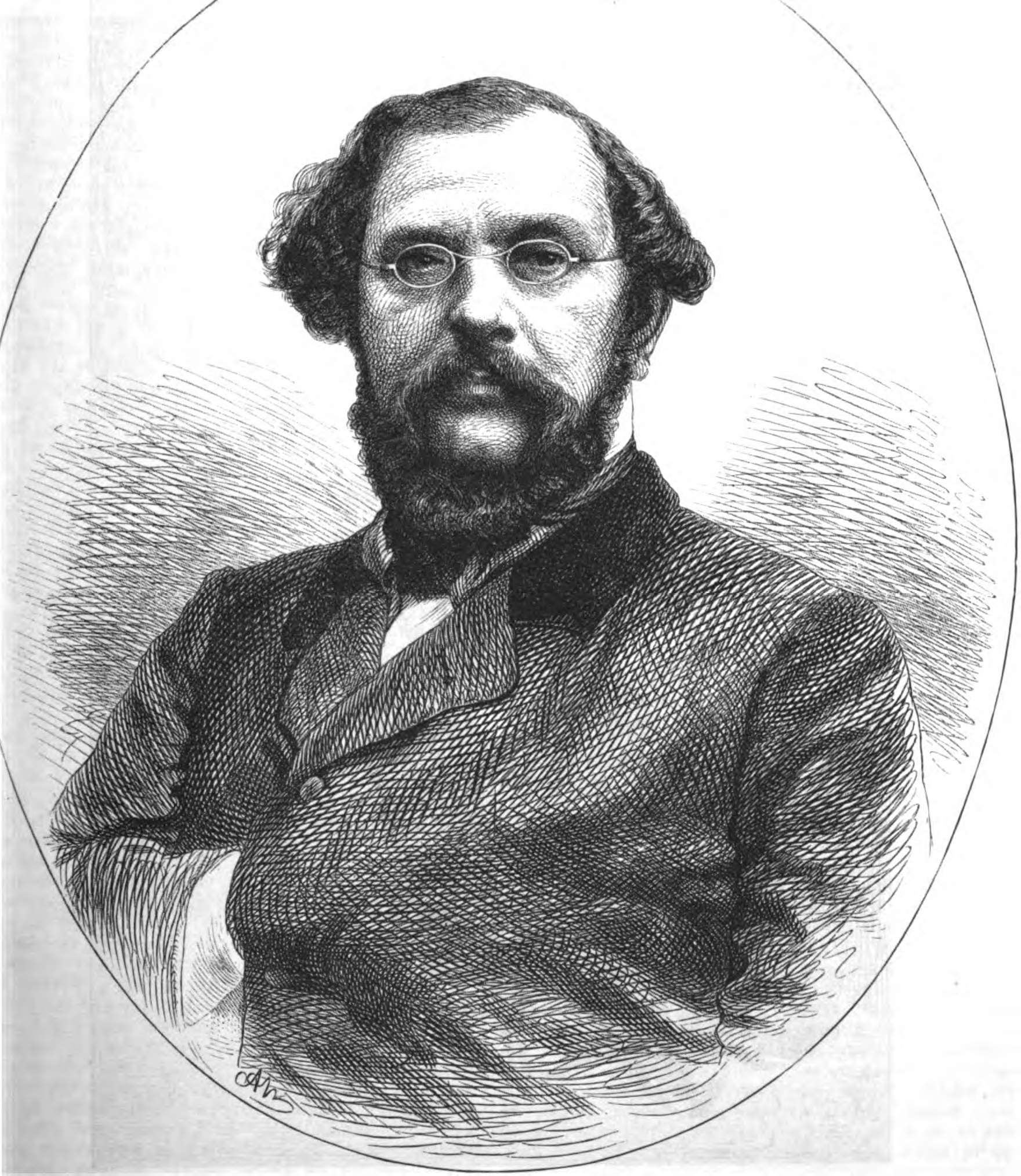
Carl Ernst Bock, 1864. Grafik von Adolf Neumann.

Carl Ernst Bock (auch Karl Ernst Bock; * 21. Februar 1809 in Leipzig; † 19. Februar 1874 in Wiesbaden) war ein deutscher Anatom. Er war Professor für Pathologische Anatomie an der Medizinischen Fakultät der Universität Leipzig. 
Bock war bestrebt, medizinische bzw. anatomische Kenntnisse auch in der allgemeinen Bevölkerung zu verbreiten. Durch anatomische Handbücher und Atlanten sowie populärwissenschaftliche Schriften, u. a. Artikel in der Zeitschrift Die Gartenlaube, wurde er einem größeren Publikum bekannt. Er warb darin auch für Maßnahmen der Gesundheitsförderung und körperlichen Ertüchtigung.

## Leben und Wirken

Carl Ernst Bock

Er war der Sohn des Leipziger Anatomen und Prosektors August Carl Bock, dem er bereits früh assistiert hatte. Von 1827 bis 1830 studierte er in Leipzig Medizin und promovierte dort 1831 mit einer Arbeit zum Thema De arteriarum ligatura. Vor seiner Ausbildung zum Anatomen und Pathologen wirkte er 1830/1831 chirurgisch in Warschau als Feldarzt im Russisch-polnischen Krieg. In Wien hospitierte Bock bei Carl von Rokitansky.
Nach seiner Rückkehr aus Polen habilitierte sich Bock erfolgreich. Nachdem sein Vater 1833 gestorben war, versorgte Carl Ernst Bock als Alleinverdiener seine Mutter und vier Geschwister. Er arbeitete hierzu als Dozent, Lehrbeauftragter und Repetitor für Studenten im Bereich der Leipziger Medizinischen Fakultät, verfasste Fachbücher und war Konsiliar-Arzt in einem städtischen Krankenhaus Leipzigs. Zudem verdingte er sich als Wissenschaftsjournalist und schrieb populäre aufklärerische Artikel. Er vertrat eine „physiologische Medizin“, die er als diätetisches Lebensprogramm in der Tradition der Regimina sanitatis sowohl ab 1855 in seinem „Buch vom gesunden und kranken Menschen“ als auch seit 1853 in Kolumnen der Zeitschrift Die Gartenlaube als deren „wichtigster Autor“ (laut dem Herausgeber Ernst Keil) darstellte.
1839 wurde er außerordentlicher Professor und 1845 ordentlicher Professor für Pathologische Anatomie an der Medizinischen Fakultät der Universität Leipzig. Wie sein Vater war er noch der Solidarpathologie verbunden. Er anerkannte die Krasenlehre seines Lehrers Rokitansky, doch die Einarbeitung in die neue Zellularpathologie Rudolf Virchows bereitete ihm Mühe. Einen eigenen Lehrstuhl erhielt er ebenso wenig wie die Prosektur seines Vaters. Mit dem Orthopäden Moritz Schreber gründete er den Leipziger Turnverein. Bock wurde bekannt durch seine anatomischen Lehr- und Handbücher sowie die populärwissenschaftlichen Beiträge in der Illustrierten „Die Gartenlaube“, an deren Gestaltung und Erfolg er seit dem Erscheinen 1853 maßgeblich beteiligt war. Mit dissidenten Ansichten und systemkritischen Angriffen verursachte er ein kurzwirksames preußisches Verbot der Gartenlaube und die eigene Entlassung aus dem königlich-sächsischen Staatsdienst.
Beeindruckt von den elektrophysiologischen Experimenten von Emil du Bois-Reymond entwickelte Bock bis 1860 ein fortschrittliches Konzept der „Nervosität“. Zu wissenschaftlichem Ansehen brachte er es jedoch nicht. Mit seinen Beiträgen in der Gartenlaube bekämpfte er neue, in seinen Augen paramedizinische (wirkungslose bis gefährliche) Konzepte wie Spiritismus, tierischer Magnetismus und Fluidum, Theosophie, Lebenskraft, Lebenswecker, Hydropathie, Homöopathie und Odlehre. Mit Angriffen gegen seine Reputation und Deutungshoheit äußerten sich Vertreter alternativer und komplementärer Therapien vor allem aus dem Kreis der Homöopathen und „Hydropathen“, insbesondere Theodor Hahn.
Bock, dessen Gesundheit nach 1870 stark angegriffen war, versuchte vergeblich durch Aufsuchen von Wasserheilanstalten und Bädern, deren hydrotherapeutische Wirkung er zuvor bestritten hatte, Besserung seiner Atembeschwerden zu erlangen. Er starb als Kurgast in Wiesbaden nach einem Schlaganfall.
Anonym veröffentlichte Artikel Bocks konnten 2012 von Florian Mildenberger identifiziert werden.

## Schriften (Auswahl)
- Handbuch der Anatomie des Menschen. 2 Bände, 1838, 4. Auflage 1849
- Anatomisches Taschenbuch. 1839, 5. Auflage 1864
- Handatlas der Anatomie des Menschen. 1840, 6. Auflage 1871
- Lehrbuch der pathologischen Anatomie. 1852, 4. Auflage 1861
- Lehrbuch der Diagnostik mit Rücksicht auf Pathologie und Therapie. Leipzig 1852 , 4. Auflage 1864
- Das Buch vom gesunden und kranken Menschen. 2 Bände. Ernst Keil, Leipzig 1855; 10., bedeutend vermehrte Auflage 1875; weitere (umgearbeitete) Auflagen bis 1929.